# 1853 en science-fiction
| Années de la science-fiction : 1850 - 1851 - 1852 - 1853 - 1854 - 1855 - 1856    |
| Décennies de la science-fiction : 1820 - 1830 - 1840 - 1850 - 1860 - 1870 - 1880 |

L'année 1853 a connu, en matière de science-fiction, les faits suivants :

## Naissances et décès

### Naissances
- 1 octobre : Renée Gouraud d'Ablancourt, écrivaine française, morte en 1941.